# Вільянуева-де-Богас
Вільянуева-де-Богас (ісп. Villanueva de Bogas) — муніципалітет в Іспанії, у складі автономної спільноти Кастилія-Ла-Манча, у провінції Толедо. Населення — 791 особа (2010).
Муніципалітет розташований на відстані близько 75 км на південь від Мадрида, 34 км на південний схід від Толедо.

## Демографія
Динаміка населення (INE ):

## Галерея зображень

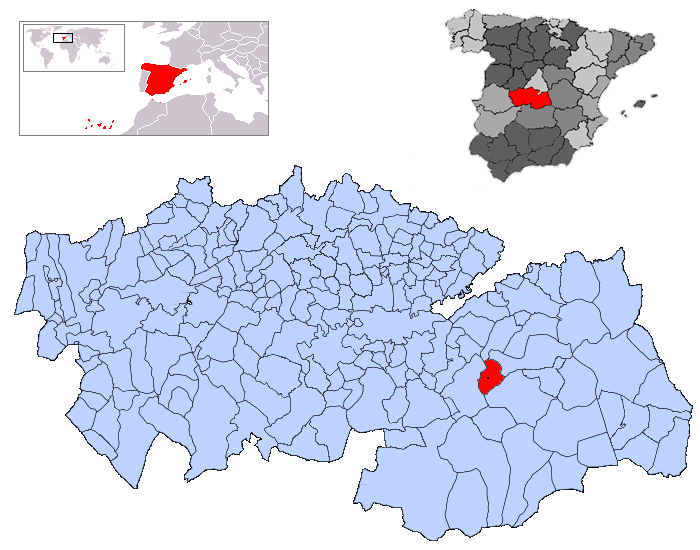
Розташування муніципалітету у провінції Толедо